# Gravimetrische analyse

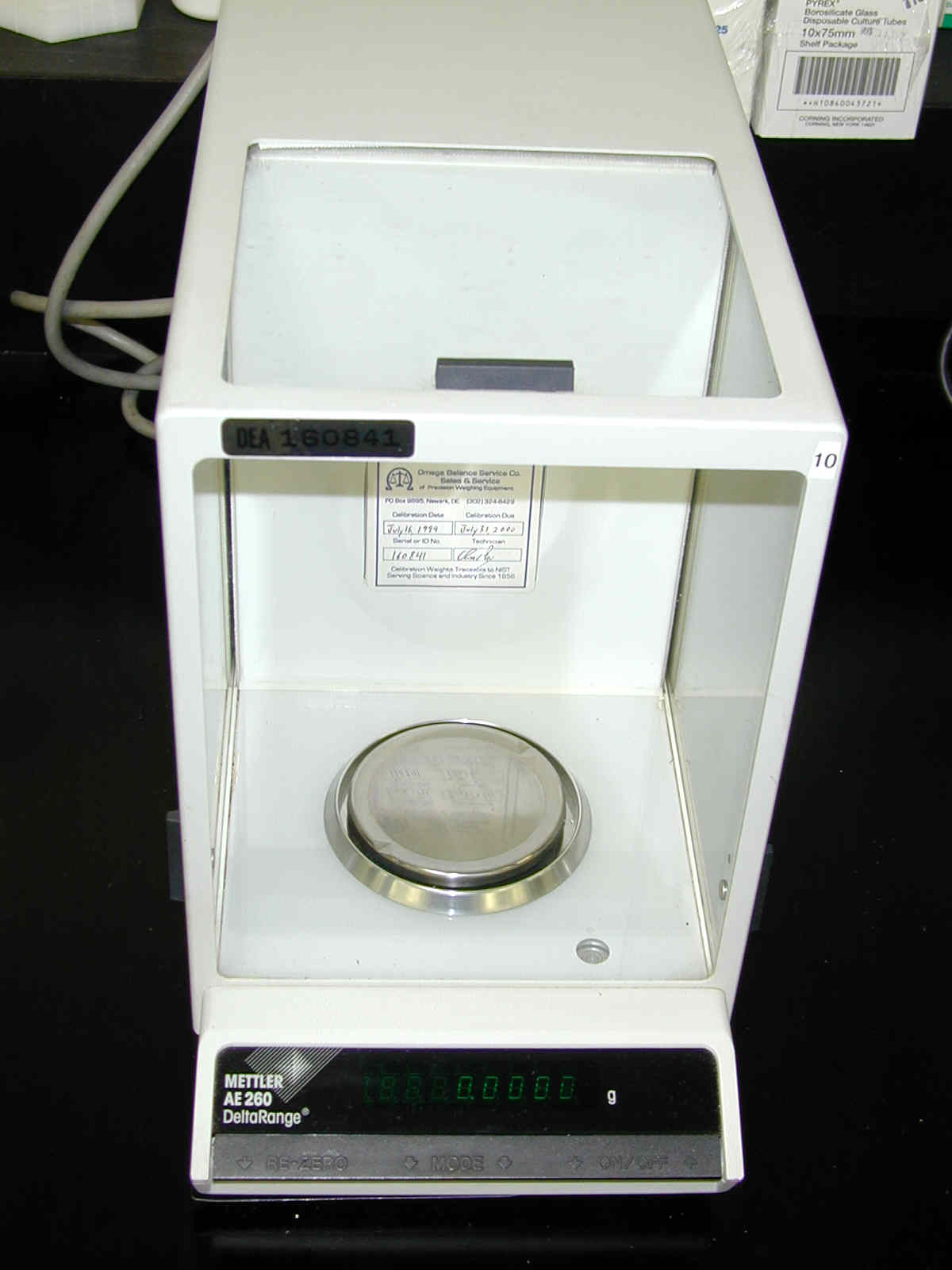
Analytische balans

Gravimetrische analyse, binnen de scheikunde doorgaans tot gravimetrie ingekort, beschrijft een aantal methoden in de analytische chemie om kwantitatieve uitspraken te doen over een stof op basis van de massa van een (meestal) vaste stof. Een eenvoudig voorbeeld is de concentratiebepaling van een fijn verdeelde, gesuspendeerde, stof in water. Door een nauwkeurig bekende hoeveelheid water te filtreren en de achtergebleven hoeveelheid stof te wegen, kan de concentratie van de vaste stof worden bepaald.
In de meeste gevallen moet de te bepalen component eerst omgezet worden in een vaste stof via de vorming van een neerslag met een geschikt reagens. Het neerslag wordt vervolgens gefiltreerd, gewassen (om overmaat reagens en eventueel andere verontreinigingen te verwijderen), gedroogd (water verwijderen) en dan gewogen. De hoeveelheid van de te bepalen component kan dan berekend worden op basis van de gewogen massa en zijn chemische formule met behulp van een chemische berekening.
In andere gevallen kan het makkelijker zijn de te meten component te verzamelen via verdamping. De component wordt vervolgens verzameld—in een koude val of door een speciaal absorberend materiaal zoals bijvoorbeeld actieve kool—en dan gewogen. Een alternatieve methode is het monster voor en na het drogen wegen: het verschil is de hoeveelheid vocht. Vooral voor de vochtbepaling in complexe monsters als voedingsstoffen is dit een veel toegepaste methode.

## Voorbeeld
Een stuk erts wordt met behulp van geconcentreerd HNO3 en kaliumchloraat behandeld. Alle zwavel wordt daarbij omgezet in SO42−.  Nitraat en chloraat worden vervolgens verwijderd met geconcentreerd HCl.  Het sulfaat wordt vervolgens neergeslagen met Ba2+ en vervolgens gewogen als BaSO4.

## Voordelen
Gravimetrische analyse is, mits de procedures correct gevolgd worden, waarschijnlijk de meest nauwkeurige vorm van analyse in de chemie.  Als voorbeeld daarvan kan de bepaling van de atoommassas van veel elementen genoemd worden.  Hierbij is een nauwkeurigheid behaald van 6 significante cijfers.  In de gravimetrie is weinig ruimte voor instrumentele afwijkingen, terwijl ook geen serie standaarden nodig is om de waarde voor een onbekend monster te bepalen.  De te gebruiken apparatuur is doorgaans niet duur.  Vanwege zijn hoge mate van nauwkeurigheid wordt de gravimetrie soms toegepast om andere instrumenten te kalibreren, waarbij het gebruik van standaarden vermeden wordt.

## Nadelen
Met gravimetrische analyse is het meestal slechts mogelijk één of enkele nauw verwante elementen tegelijkertijd te bepalen.  In de (vooral organische) chemie werden verbindingen gekarakteriseerd met behulp van een elementanalyse.  De tegenwoordige combinatie van GLC met massaspectrometrie is sneller en biedt gelijk de mogelijkheid om naar meer dan alleen waterstof en koolstof te kijken.  Methoden in de gravimetrie kunnen in hun handelingen zeer nauw luisteren, waarbij een kleine afwijking van de procedure al tot rampzalige resultaten voor de analyse kan leiden (de vorming van colloïden in de vorming van een neerslag bijvoorbeeld).